# Церква Успення Пресвятої Діви Марії (Яблуниця)
Церква Успення Пресвятої Діви Марії в Яблуниці (до [1929] — церква Святого Іллі) — парафія і храм греко-католицької громади Коломийської єпархії Української греко-католицької церкви в селі Яблуниці Поляницької громади Надвірнянського району Івано-Франківської области України. Пам'ятка архітектури місцевого значення.

## Відомості
У 1765 році засновано парафію. Перша дерев'яна церква Святого Іллі побудована і освячена в 1768 році.
Від 1776 року почали вести метричні книги. У 1874 році зведено дерев'яний парафіяльний будинок.
Теперішня дерев'яна церква Святого Іллі, збудована в 1895 році. До [1929] року під патронатом Святого Іллі; від [1931] — Успення Пресвятої Діви Марії.
У 1900 році бабинець церкви розписав художник Модест Сосенко.
Святиня зазнала руйнувань під час Першої світової війни, згодом була відбудована (1919) та розписана (1927).
Кількість парафіян: 1886 — 1.195, 1914 — 1.517, 1896 — 1.542, 1927 — 1.317, 1906 — 1.570, 1938 — 1.949.

## Парохи
- о. Йосип Глібовицький (1845—1891+)
- о. Дмитро Хомин (1891—1892, адміністратор)
- о. Мелетій Недільський (1892—1906+)
- о. Дмитро Райт (1906—1908, адміністратор)
- о. Семен Билинкевич (1908—[1925])
- о. Василь Луцький ([1927]—1929, адміністратор)
- о. Василь Фроляк (1929—[1938], адміністратор)
- о. Іван Лабій (1884—1889)
- о. Дмитро Хомин (1890—1891)
- о. Дмитро Райт (1906—1908+)
- о. Іван Лозинський — нині[4].